# Sev.en Inntech
Sev.en Inntech a.s. (do 1. ledna 2022 Coal Services a.s.) je jednou z dceřiných společností, patřících do skupiny Czech Coal, zabývající se poskytováním pomocných služeb v oblasti dopravy, distribuce elektřiny a dalšími činnostmi.

## Historie
Společnost Coal Services vznikla v červenci 2010 vyčleněním z mateřské firmy Czech Coal. Sídlo firmy se nachází v Mostě. Používaná zkratka byla CCS (Czech Coal Services).
Hlavní oblastí činnosti společnosti je zajišťování dopravních a technických služeb pro mateřskou firmu.

## Služby

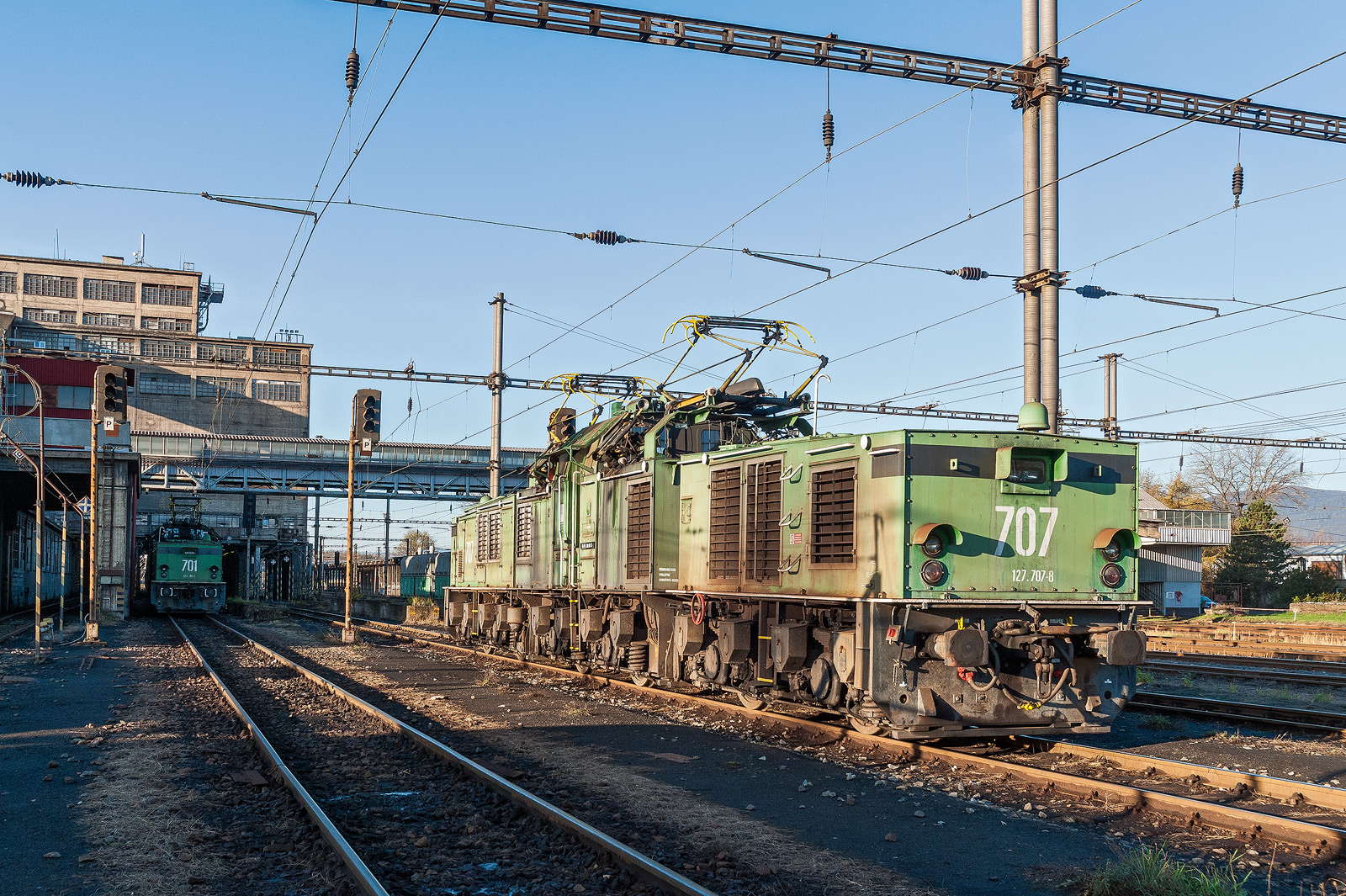
Lokomotiva řady 127, patřící CCS

Nejdůležitějším odvětvím služeb, které CCS poskytuje, je doprava. Do její kompetence přešlo provozování železniční dopravy v povrchovém lomu Vršany a na přilehlých důlních tratích, jenž vedou do nedaleké Úpravny uhlí v Komořanech a k sousednímu lomu ČSA. K tomuto účelu má společnost ve svém vozovém parku více než 20 elektrických lokomotiv řady 127, menší počty motorových lokomotiv řad 709, 721, 740 a 770 a více než dvě stovky nákladních vozů mnoha typů. Na údržbu a opravy tratí jsou pak používány různé motorové vozíky, podbíječky, kolejové překladače apod., které jsou také v jejím vlastnictví. Na provoz na místní kolejové síti dohlíží Drážní úřad.
Kromě železniční dopravy firma také zajišťuje silniční dopravu v oblasti hnědouhelných dolů skupiny Czech Coal, k čemuž vlastní mnoho osobních, terénních, nákladních automobilů a dalších vozidel.
Spíše vedlejším předmětem podnikání je nákup a distribuce elektrické energie, pohonných hmot, tepelné hospodářství a další s tím související činnosti. Okrajově také firma poskytuje laboratorní a výzkumnou činnost.